# 써든 임팩트
《더티 해리 4 - 써든 임팩트》(영어: Sudden Impact)는 미국에서 제작된 1983년 액션 스릴러 영화이다. 클린트 이스트우드가 연출, 제작, 주연을 맡았다.

## 출연진
- 클린트 이스트우드
- 손드라 로크
- 팻 힝글
- 브래드퍼드 딜먼
- 폴 드레이크
- 앨버트 포프웰
- 오드리 J. 니넌
- 잭 티보
- 마이클 커리
- 마이클 V. 가조
- 낸시 파슨스
- 마라 코데이
- 마크 케일런
- 캐머런 맨하임

## 기타 제작진
- 협력 제작: 스티브 페리
- 미술: 에드워드 카패그노

## 우리말 녹음
| MBC 성우진 (1992년 11월 28일) - 박일 - 캘러핸 (클린트 이스트우드) - 강희선 - 제니퍼 (손드라 로크) - 이영달 - 한영숙 - 김태훈 - 전임복 - 이도련 - 이성 - 탁재인 - 이인성 - 최상기 - 신성호 - 이미자 - 김정신 - 박영화 - 이우신 - 이종혁 - 황윤걸 - 김강산 - 김동현 - 김영훈 - 손원일 | KBS 성우진 (1997년 11월 19일) - 송두석 - 해리 (클린트 이스트우드) - 유남희 - 제니퍼 (손드라 로크) - 최흘 - 문옥현 - 나수란 - 송연희 - 유해무 - 이호인 - 최병상 - 김경응 - 한택심 - 한호웅 - 김소형 |  |